# Bob McNeely

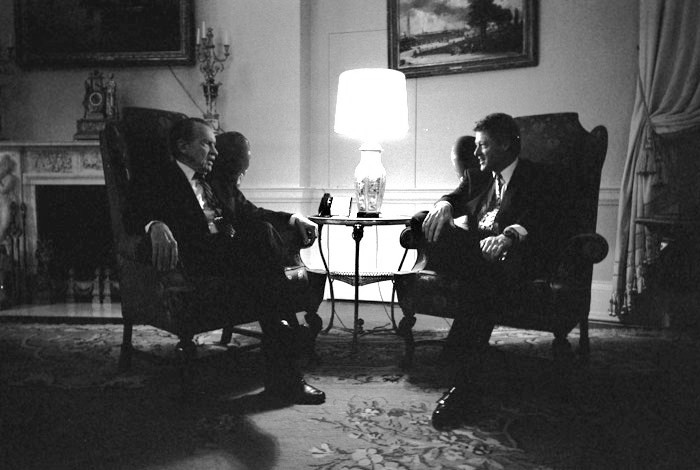
Prezident Clinton při setkání s bývalým prezidentem Richardem Nixonem, příklad typického McNeelyho rukopisu – černobílé fotografie, 1993

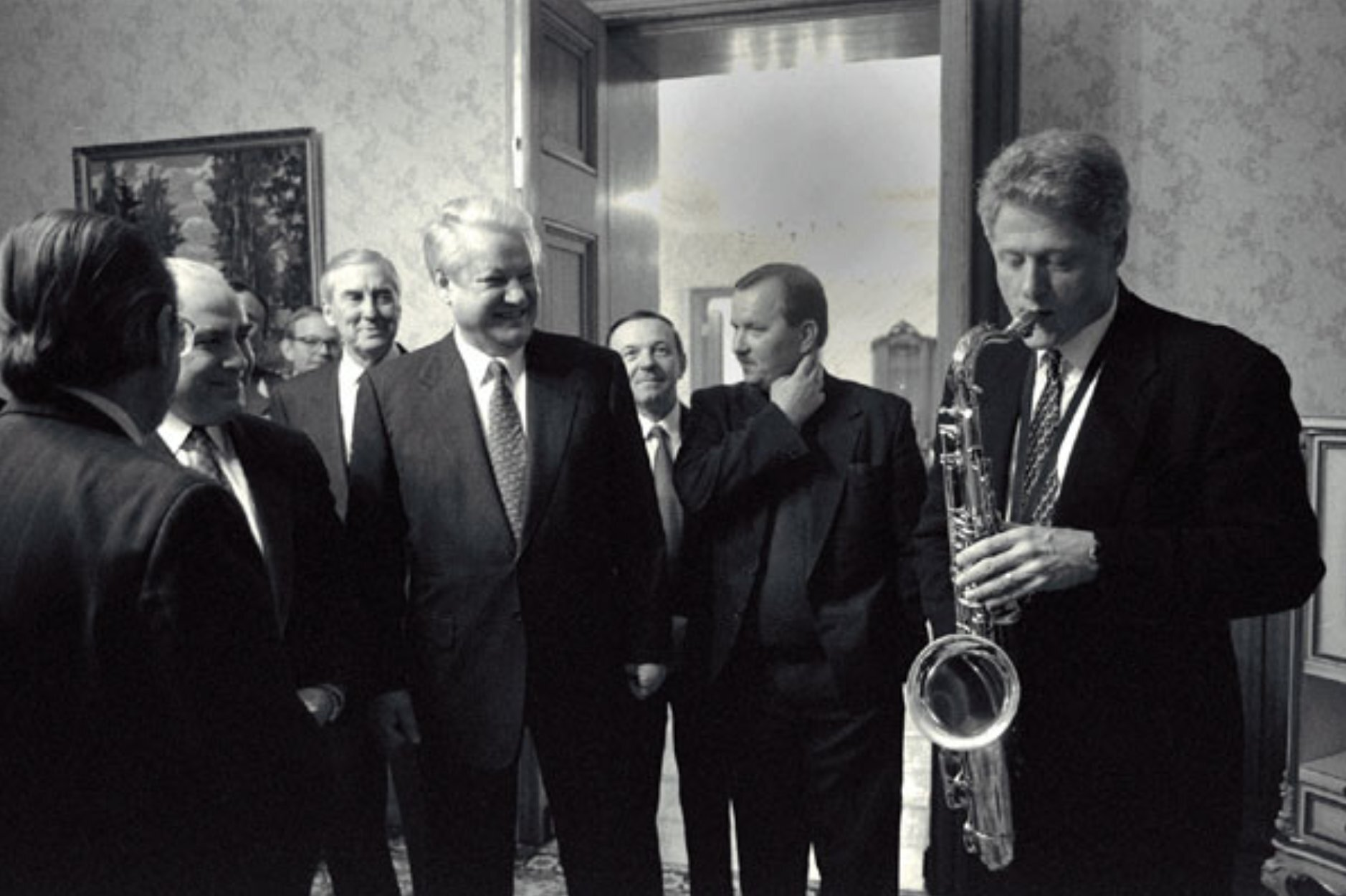
Prezident Bill Clinton hraje na saxofon, který mu předal ruský prezident Boris Jelcin na soukromé večeři pořádané prezidentem Jelcinem v Novoya Ogarova Dača, Rusko, 13. ledna 1994

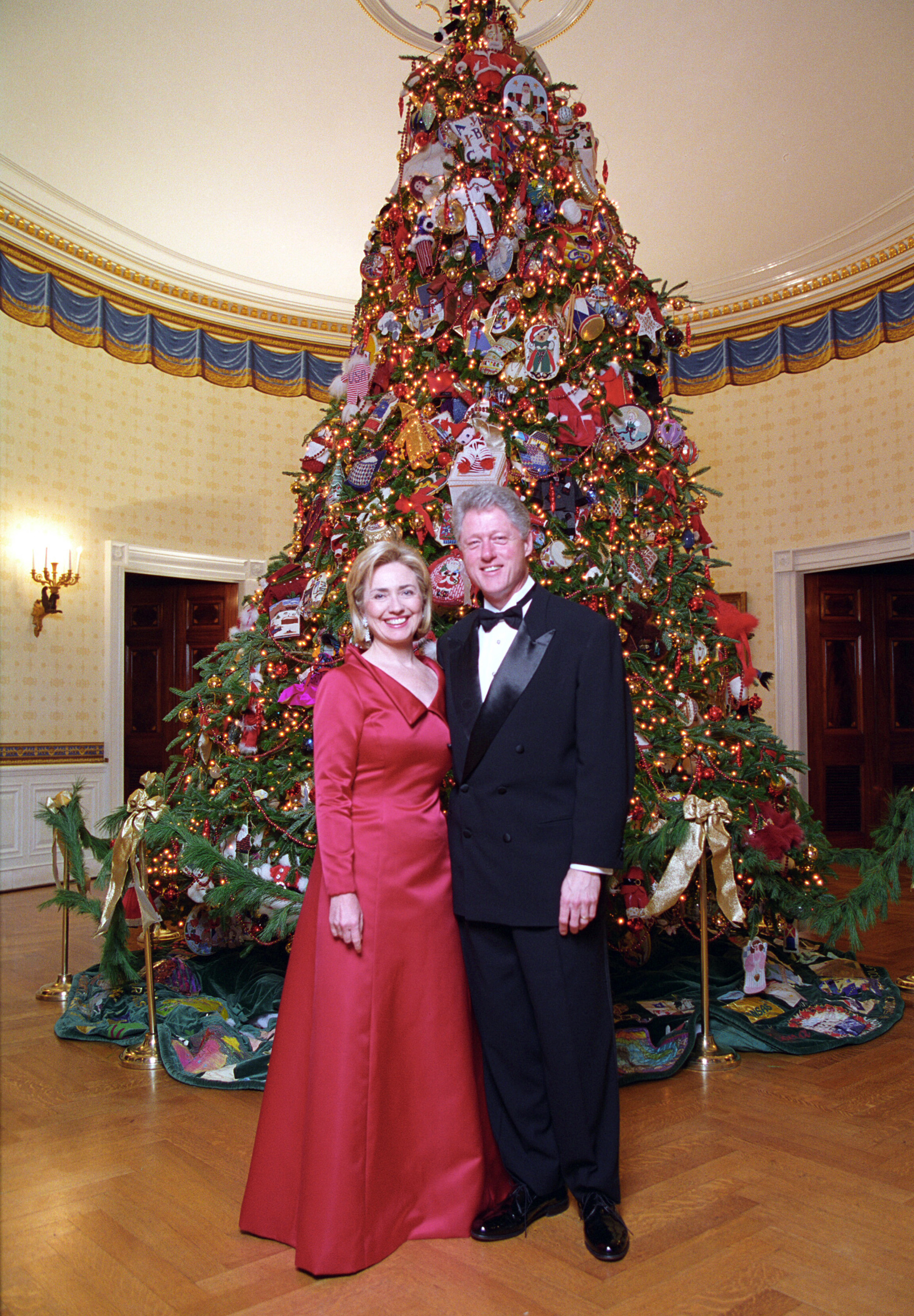
Prezident Clinton a Hillary Rodham Clintonová pózují před vánočním stromem Bílého domu, oficiální vánoční portrét, 7. prosince 1997

Robert Curtis McNeely (* 18. prosince 1947) je americký fotograf a bývalý hlavní oficiální fotograf Bílého domu během prezidentství Billa Clintona v období 1993–1998.

## Život a kariéra
McNeely byl v jednadvaceti letech v listopadu 1967 odveden do armády a bojoval ve Vietnamu. Strávil tam čtrnáct měsíců jako člen pátého praporu 60. pěšího pluku, dosáhl hodnosti seržanta a byl vyznamenán Bronzovou hvězdou. Právě ve Vietnamu si koupil levný fotoaparát Nikon, začal fotografovat a nakonec provozoval armádní fotolaboratoř. Po návratu do Spojených států se přihlásil na letní fotografický workshop v Aspenu pod vedením profesionálních fotografů Nathana Lyonse, Bruce Davidsona, Cornella Capy a Paula Caponigra, což bylo jediné fotografické vzdělání, které kdy absolvoval.
Odjel do Kalifornie kvůli kampani George McGoverna, protože na něj silně zapůsobila jeho kritika pokračující války ve Vietnamu. Právě v té době se McNeely spřátelil s novinářem Hunterem S. Thompsonem. Když McGoverna v prezidentských volbách v roce 1972 Richard Nixon porazil, McNeely pokračoval v kariéře fotožurnalisty. Její další vrchol přišel v roce 1973, kdy jeho fotografie prezidenta Nixona z aféry Watergate vycházely v novinách Time. McNeely pak byl jmenován oficiálním fotografem kampaně kandidáta na viceprezidenta Waltera Mondalea a pozici oficiálního Mondaleova fotografa si udržel i poté, co byl do prezidentského úřadu slavnostně uveden Jimmy Carter. Když byli Carter a Mondale ve volbách v roce 1980 poraženi Ronaldem Reaganem a Georgem Bushem starším, McNeely se stáhl z politiky, odešel do soukromého sektoru a pracoval jako fotograf na volné noze pro časopisy Time a Newsweek.
V lednu 1992 bývalí Carterovi zaměstnanci Bílého domu, kteří pracovali na kampani pro Billa Clintona, tehdy arkansaského guvernéra, kontaktovali McNeelyho s nabídkou, zda by neměl zájem o roli Clintonova dvorního fotografa. McNeely se nejdříve zdráhal a navrhl, aby si najali někoho mladšího. Poté, co se Clinton stal kandidátem Demokratické strany na prezidenta, si McNeely uvědomil, že udělal chybu, když tu práci nevzal. Druhý den se však na něj obrátili stejní lidé znovu s tím, že jiný fotograf nevyšel. McNeely měl na rozhodnutí jen hodinu. Tentokrát nabídku přijal, zapojil se do Clintonovy prezidentské kampaně a v následujícím roce se po Clintonově vítězství v prezidentských volbách 1992 do Bílého domu vrátil.
V listopadu 1995 se po první odstávce federální vlády ke konci tohoto měsíce McNeelyho fotografie staly prostředkem politického nátlaku. V době, kdy neshody ohledně rozpočtu dál probíhaly, byl spáchán atentát na izraelského premiéra Jicchaka Rabina, proto delegace složená z prezidenta Clintona, viceprezidenta Gora, předsedy Sněmovny reprezentantů Gingriche a Dolea, vůdce republikánské většiny v Senátu, letěla na palubě Air Force One na Rabinův pohřeb. Gingrich, který si stěžoval, že se diskuse o rozpočtu nemohl zúčastnit a byl poslán do zadní části letadla, na oplátku způsobil shutdown federální vlády. McNeely si však vzpomněl, že pořídil snímky Clintona a Gingriche v době, kdy ti dva spolu při zpátečním letu do Washingtonu mluvili, a ukázal je tiskovému mluvčímu Mikovi McCurrymu. Ten v nich viděl možnost, jak Gingriche znemožnit. McNeely fotografie vytiskl a hned několik jich nechal v místnosti pro novináře v západním křídle Bílého domu. Jakmile byly fotografie zveřejněny, Gingriche tisk za jeho nepravdivé tvrzení kritizoval.
Přibližně ve stejnou dobu si McNeely uvědomil, že se bezděky stal svědkem malé části skandálu Clinton-Lewinská. Na setkání se zaměstnanci Bílého domu v listopadu 1995 Clinton fotografovi pokynul, aby pořídil jeho snímek se stážistkou Monikou Lewinskou. McNeely tak učinil a nevěnoval tomu další pozornost, ale později, když vztah vešel ve známost, usoudil, že Lewinská právě toho dne prezidentovi poskytla orální sex. Zatímco McNeely směl dříve do Bílého domu kdykoli, po skandálu o některé výhody přišel. Clintonovi se totiž obávali, že by si jeho fotografie mohl vyžádat federální soudce Ken Starr, který aféru vyšetřoval; některé fotografie se do rukou nezávislého soudce nakonec skutečně dostaly. McNeely také nesměl být na jednáních s právníky, a to z obavy, že by mohl vypovídat o tom, co při nich slyšel. Zdeptán tím, jak velkou pozornost na sebe strhl prezidentův soukromý život, v září 1998 opustil funkci oficiálního fotografa s tím, že chce trávit víc času se svou rodinou.
V říjnu 2000 vydal McNeely svou první fotoknihu The Clinton Years, což byla první kniha o prezidentovi, jenž v té době ještě zastával svůj úřad, proto se Bílý dům mohl podílet na rozhodování, které fotografie do ní budou zařazeny. Ale protože se kniha tiskla v Číně a pozornosti tamních úřadům neušlo, že obsahuje snímek z Clintonova setkání s dalajlámou, celý náklad zabavily a vyhrožovaly zničením všech knih, pokud tato urážlivá fotografie nebude odstraněna. Na poslední chvíli však ustoupily a kniha se dostala na trh. Ve stejném roce se McNeely stal oficiálním fotografem úspěšné senátní kampaně Hillary Clintonové. Poté se podílel na projektu Politics 2000, při němž cestoval po celé zemi a pořizoval snímky prezidentských kandidátů Demokratické, Republikánské i dalších politických stran.
Stovky jeho snímků spadají do kategorie public domain a jsou k dispozici na úložišti obrázků Wikimedia Commons.

## Galerie

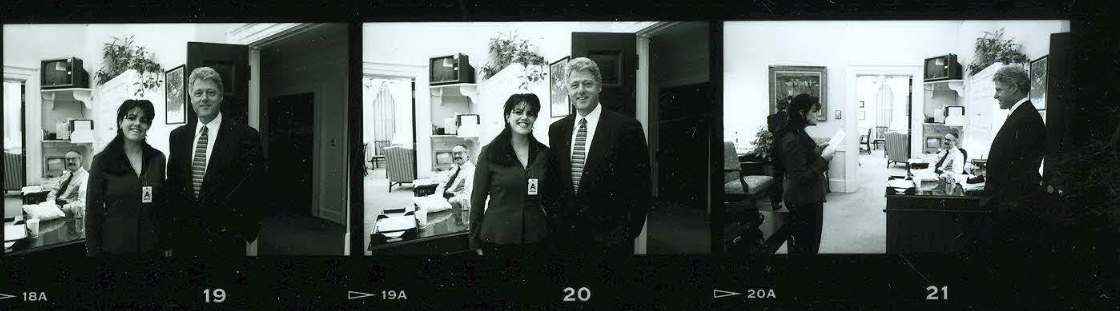
Monika Lewinská a Bill Clinton, 17. listopadu 1995

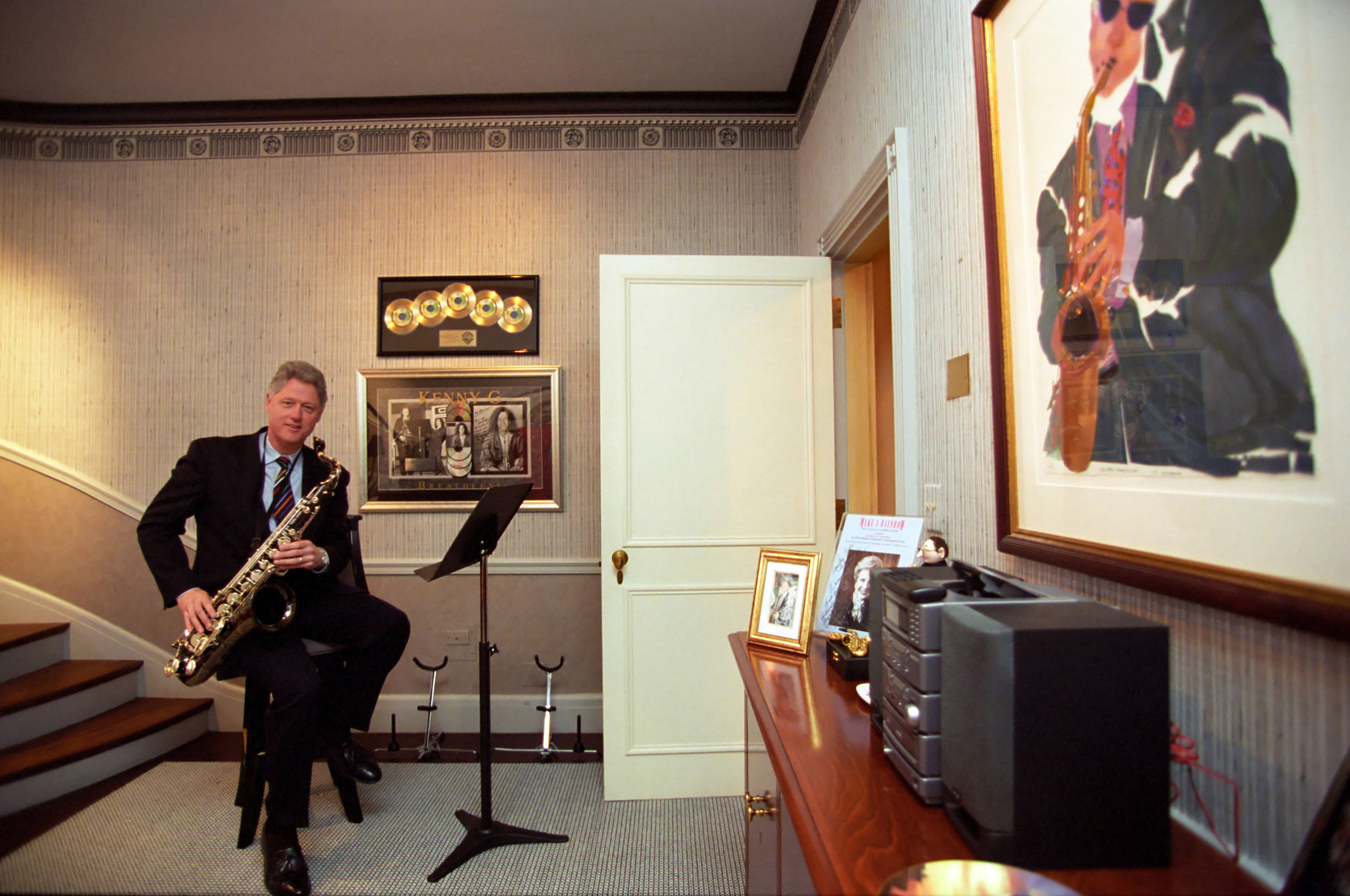
Prezident Clinton cvičí na svůj saxofon v nově vyzdobeném Hudebním salonu v rezidenci, 29. ledna 1996
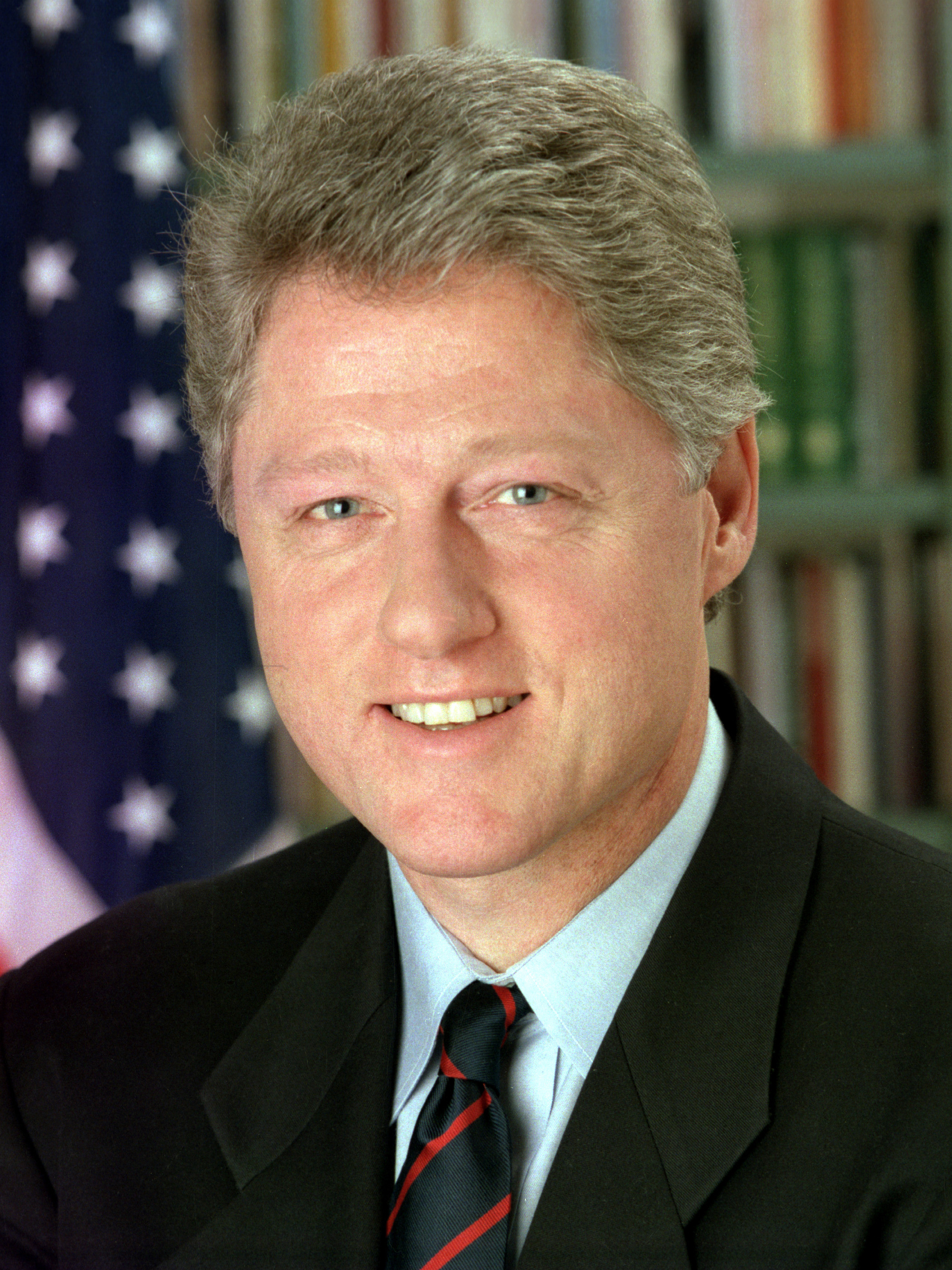
Oficiální fotografie Bílého domu prezidenta Billa Clintona, prezidenta Spojených států, 1. ledna 1993